# Octet (Enescu)
L'Octet per a cordes en do major, op. 7, és una composició per a un octet d'instruments de corda del compositor romanès George Enescu, completada el 1900. Juntament amb l'Octet en fa major, op. 17 (1849) de Niels Gade, es considera un dels successors més notables del cèlebre Octet de Felix Mendelssohn, op. 20.

## Història
Després de completar la Segona sonata per a violí l’any 1899, Enescu va dedicar un any i mig a la composició de l’Octet. La complexitat estructural de l'obra que, en interpretació, s’estén durant quaranta minuts, li va causar moltes dificultats, tot i que també ho va viure com un repte estimulant. «Em vaig esgotar intentant fer viable una obra dividida en quatre segments de tal llargada que cadascun d’ells podia trencar-se en qualsevol moment. Un enginyer que llancés el seu primer pont penjant sobre un riu no podia sentir més angoixa que jo quan em disposava a enfosquir el paper», escriuria més endavant.
Un cop acabada l’obra, Enescu la va oferir a Édouard Colonne per incloure-la en els seus Concerts Colonne. Malgrat cinc assaigs, l’empresari la va retirar del programa per considerar-la massa arriscada, una decisió que el compositor va viure amb amargor.

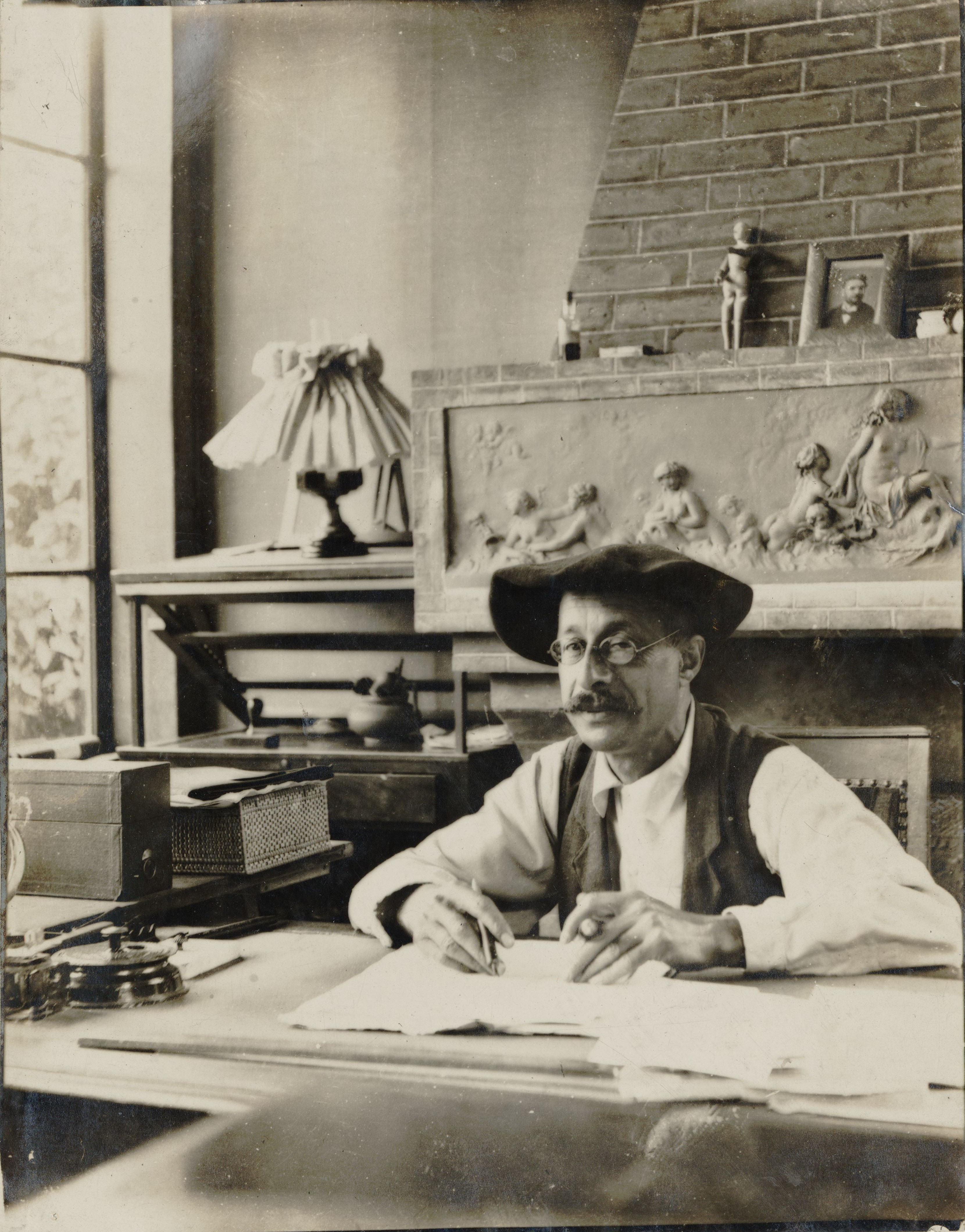
André Gedalge, dedicatari de l’Octet, cap al 1908

L’estrena, finalment, tingué lloc de manera tardana el 18 de desembre de 1909 a la Salle des Agriculteurs de París, en el marc d’un concert del cicle Soirées d’Art dedicat íntegrament a música de cambra d’Enescu. L’Octet fou interpretat per membres combinats dels quartets Géloso i Chailley, sota la direcció del mateix compositor. En aquell mateix concert es va estrenar també el seu Quartet amb piano núm. 1 en re major, op. 16, acabat només uns dies abans, i les Sept chansons de Clément Marot per a tenor i piano, op. 15, compostes l’any anterior.
L’obra està dedicada a André Gedalge, un dels professors d'Enescu al Conservatori, el qual havia estat decisiu a l’hora de convèncer l’editorial Enoch & Cie perquè en publiqués la partitura, un gest que el compositor va agrair profundament.
El director Karl Krueger explicà que, en preguntar-li al compositor què li semblava que l’obra fos interpretada per un conjunt ampli de corda, Enescu li va respondre amb entusiasme: «Així és com s’hauria de fer!». Quan l’editorial Enoch en va reimprimir la partitura el 1950, Enescu hi va afegir un nou pròleg on avalava aquesta opció, tot i introduir-hi algunes matisacions: «Aquesta obra pot interpretar-se amb una orquestra de corda completa, amb la condició que certs passatges cantables [passages chantants] siguin confiats a solistes. Deixo a criteri del director la tria dels fragments que s’han d’interpretar en sol».